# Roberto Tucci
Roberto Tucci (Napoli, 19 aprile 1921 – Roma, 14 aprile 2015) è stato un cardinale italiano.

## Biografia
Entrò a 15 anni nel noviziato della Compagnia di Gesù a Vico Equense e, dopo gli studi classici, conseguì la laurea in filosofia nel 1947 presso l'Università degli Studi di Napoli Federico II. Conseguì la licenza in teologia a Lovanio nel 1951. Ordinato sacerdote il 24 agosto 1950, non ha mai ricevuto la consacrazione episcopale pur essendo cardinale. Ottenne il dottorato in teologia presso l'Università Gregoriana di Roma e la docenza presso la Facoltà Teologica San Luigi di Napoli. Nel 1956 ebbe inizio la sua collaborazione con la rivista La Civiltà Cattolica, periodico della Compagnia di Gesù, di cui divenne direttore nel 1959 fino al 1973.
Nei lavori del Concilio Vaticano II svolse un'intensa attività sia nella fase preparatoria che nello svolgimento delle varie sessioni in veste di perito: rilevante è stato il suo contributo alla stesura della Costituzione pastorale Gaudium et spes. Ha prestato poi il suo servizio attivo durante il papato di Giovanni Paolo II come organizzatore di numerosi viaggi del Pontefice. Papa Giovanni Paolo II lo ha creato cardinale nel concistoro del 21 febbraio 2001, senza elevarlo alla dignità episcopale. Dopo due mesi, esce dal novero dei cardinali elettori il 19 aprile 2001, al compimento degli 80 anni d'età. Il 21 febbraio 2011 ha optato per l'ordine dei cardinali presbiteri, mantenendo invariata la diaconia elevata pro hac vice a titolo presbiterale.
Per sedici anni, dal 1985 al 2001, ha diretto la Radio Vaticana, rimanendo coinvolto nelle vicende giudiziarie riguardanti i danni cagionati agli abitanti di Cesano dalle eccessive emissioni elettromagnetiche: in particolare nel 2011 è stato riconosciuto responsabile del reato di "getto pericoloso di cose" e condannato a 10 giorni di carcere.
È deceduto nell'infermeria della curia dei gesuiti a Roma nel tardo pomeriggio del 14 aprile 2015 pochi giorni prima del suo 94º compleanno, dopo lunga malattia.
Le esequie si sono tenute il 17 aprile alle ore 15.30 all'altare della Cattedra della basilica di San Pietro. La liturgia esequiale è stata celebrata dal cardinale Angelo Sodano, decano del Collegio cardinalizio. Al termine della celebrazione papa Francesco ha presieduto il rito dell'ultima commendatio e della valedictio.  La salma è stata poi tumulata nel sacello dei gesuiti del cimitero del Verano.